# Z̦

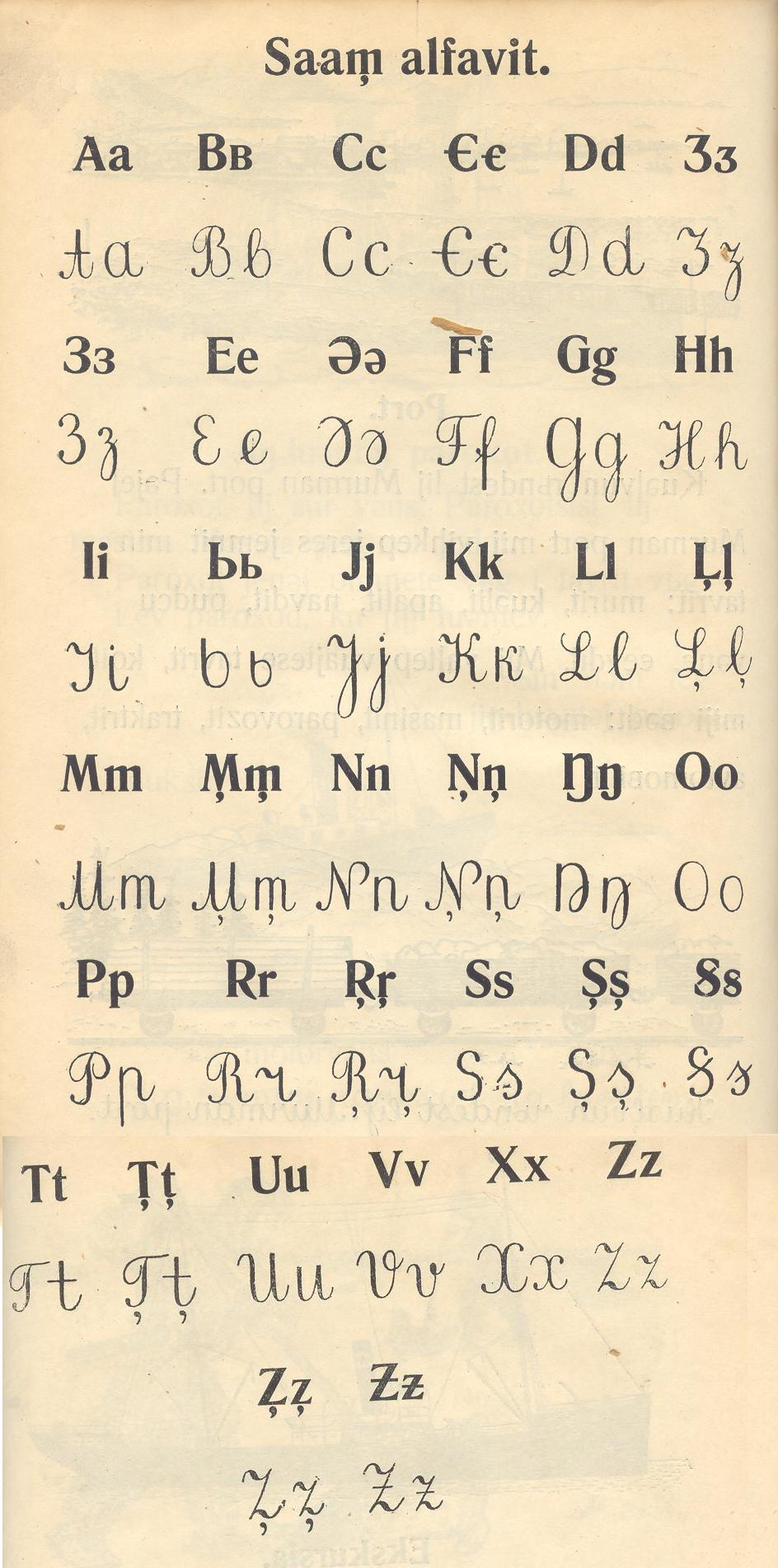
Das kildinsamische Alphabet von 1933 verwendete ebenfalls den Buchstaben Z mit Komma.

Z̦ z̦ (z mit Unterkomma) ist ein Buchstabe im heute nicht mehr gebräuchlichen lateinischen Alphabet des Kildinsamischen. Der Buchstabe repräsentiert einen palatalisierten Laut ([zʲ]).